# アウグスタ・フォン・ザクセン＝ヴァイマル＝アイゼナハ
アウグスタ・フォン・ザクセン＝ヴァイマル＝アイゼナハ（Augusta von Sachsen-Weimar-Eisenach, 1811年9月30日 - 1890年1月7日）は、ザクセン＝ヴァイマル＝アイゼナハ大公国の大公女。大公カール・フリードリヒの次女で、プロイセン王およびドイツ皇帝ヴィルヘルム1世の妃となった。全名はアウグスタ・マリー・ルイーゼ・カタリーナ（Augusta Marie Luise Katharina）。

## 生涯
1811年9月30日、カール・フリードリヒとその妃でロシア皇帝パーヴェル1世の皇女であるマリア・パヴロヴナの間に第3子としてヴァイマルで生まれた。
1829年、プロイセン王フリードリヒ・ヴィルヘルム3世の次男であったヴィルヘルム王子と結婚し、2人の間には1男1女が生まれた。しかし、夫ヴィルヘルムは相思相愛の許嫁だったエリザ・ラジヴィウヴナとの結婚を政治的思惑から許されず、やむなくアウグスタを妃に選んだ事情があり、結婚生活は不幸だった。

## 子女
- フリードリヒ・ヴィルヘルム・ニコラウス・カール （1831年 - 1888年） - ドイツ皇帝、プロイセン王
- ルイーゼ・マリー・エリーザベト （1838年 - 1923年） - バーデン大公フリードリヒ1世妃